# Садове (Зерендинський район)
Садо́ве (каз. Садовое) — село у складі Зерендинського району Акмолинської області Казахстану. Адміністративний центр Садового сільського округу.
Населення — 663 особи (2021; 547 у 2009, 477 у 1999, 468 у 1989).
Національний склад станом на 1989 рік:
- росіяни — 53 %;
- казахи — 47 %.